# Drzewko dialogowe

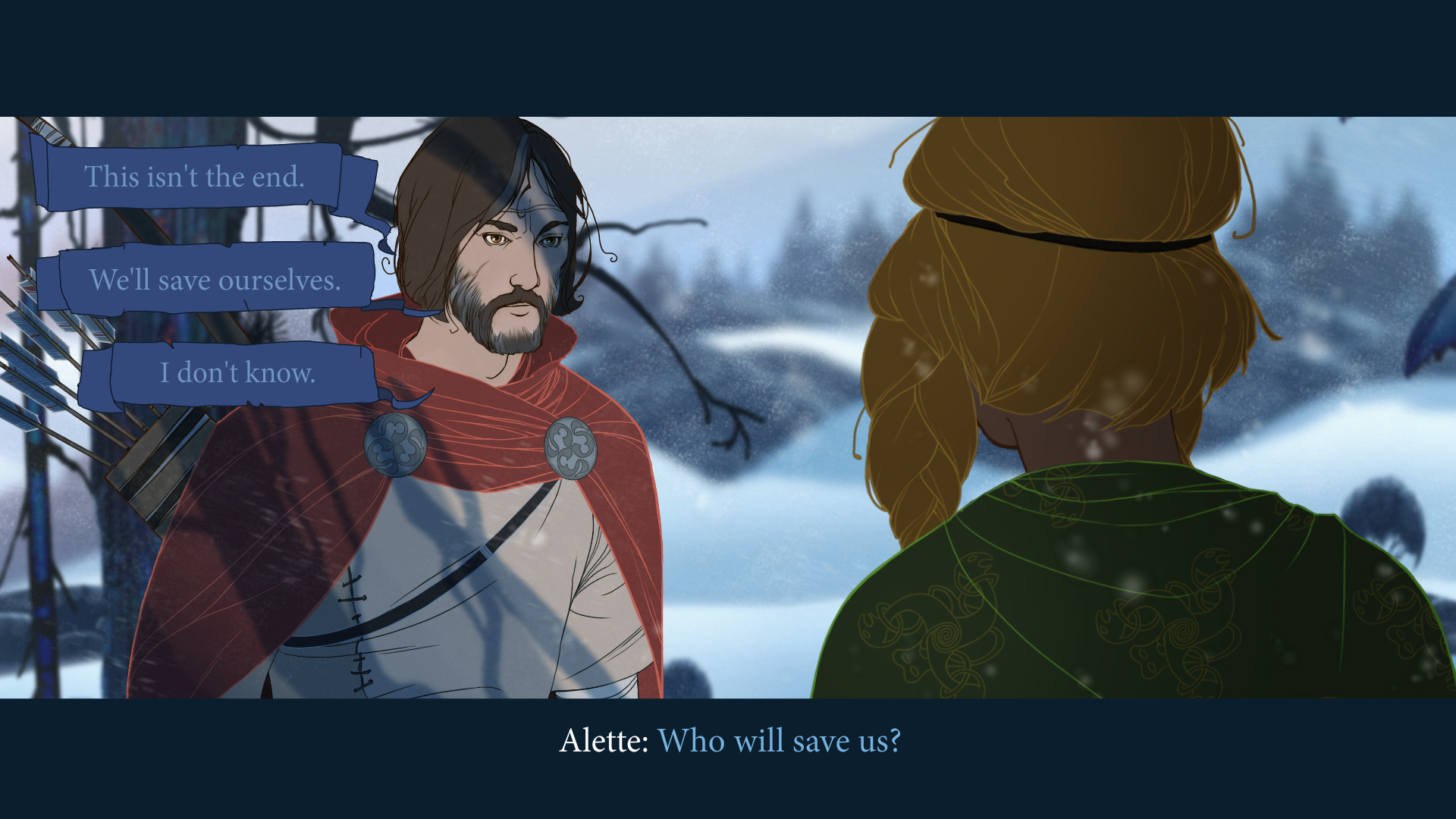
Przykład drzewka dialogowego z gry The Banner Saga

Drzewko dialogowe – element gier komputerowych stosowany w wielu grach przygodowych, w tym przede wszystkim przygodowych grach akcji i grach fabularnych, polegający na wyświetleniu na ekranie odpowiedzi, jakich udzielić może sterowana przez gracza postać podczas rozmów z bohaterami niezależnymi. Niektóre gatunki gier komputerowych, takie jak chociażby powieści wizualne czy symulatory randek, polegają prawie całkowicie na interakcjach z postaciami niezależnymi poprzez rozmowy z nimi i nieliniowej rozgrywce.

## Historia
Koncept drzewka dialogowego narodził się jeszcze przed tym, jak stworzono pierwszą grę komputerową w dzisiejszym rozumieniu. Najwcześniejsze znane drzewko dialogowe opisane zostało w opowiadaniu Jorgego Luisa Borgesa Ogród o rozwidlających się ścieżkach z 1941 roku. Podobnie jak w grach komputerowych, historia przedstawiona w opowiadaniu rozgałęzia się na nm opowieści, gdzie n to liczba możliwych opcji przy każdym rozwidleniu fabuły, a m to głębokość drzewka.
Pierwszy komputerowy system dialogów wykorzystano w ELIZ-ie, prostym programie komputerowym do przetwarzania języka naturalnego napisanym w latach 60. XX wieku przez Josepha Weizenbauma, który emulował interakcję pomiędzy użytkownikiem a terapeutą. Wraz z rozwojem gier komputerowych branża rozrywkowa rozpoczęła próby wprowadzenia do swoich produktów znaczących interakcji pomiędzy postaciami, a rozgałęziające się dialogi stały się popularne w powieściach wizualnych, symulatorach randkowych, grach przygodowych i fabularnych.

## Mechanika

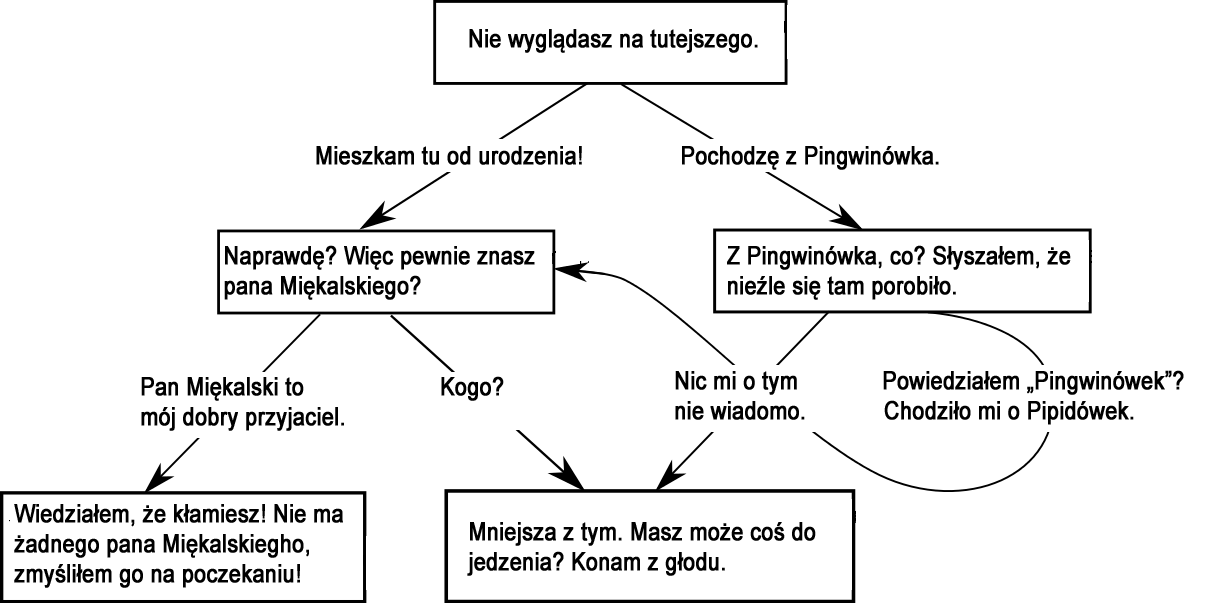
Schemat drzewka dialogowego

Drzewko dialogowe zwyczajowo uruchamiane jest w momencie, kiedy kierowana przez gracza postać wybierze opcję rozmowy z bohaterem niezależnym, lub gdy to bohater niezależny zaczepi postać gracza, która następnie wybiera z menu jedną spośród kilku przygotowanych wcześniej opcji dialogowych. Po jej wybraniu bohater niezależny odpowiada grywalnej postaci, która otrzymuje możliwość wybrania kolejnej opcji, a sytuacja powtarza się do zakończenia rozmowy. Może zakończyć się ona wypowiedzeniem słów pożegnania, kiedy bohater niezależny nie ma już nic więcej do dodania bądź w wyniku podjętych podczas rozmowy działań, np. poprzez zdenerwowanie rozmówcy i spowodowanie jego odejścia albo przez zabicie go.
Wiele gier oferuje możliwość zapytania bohaterów niezależnych o informacje na konkretne tematy, pozwalając ponownie rozegrać tę część konwersacji, jeżeli gracz nie słuchał uważnie bądź nie zrozumiał za pierwszym razem. Rozmowy takie zaprojektowane są jako struktura drzewiasta, w której gracz decyduje, którą gałąź wybrać, żeby kontynuować. W przeciwieństwie do rozgałęziających się opowieści gracz ma możliwość powrotu do wcześniejszych gałęzi i powtarzania ich. Każdy punkt rozwidlenia – inaczej węzeł – oferuje inne możliwości do wyboru, a każdy wybór podjęty przez gracza skutkuje odpowiedzią ze strony bohatera niezależnego i udostępnieniem nowego menu wyborów.
W niektórych gatunkach, takich jak chociażby gry fabularne, wpływ na rozmowę, chociażby poprzez odblokowanie niedostępnych inaczej opcji, mogą mieć czynniki zewnętrzne, takie jak charyzma grywalnej postaci. Mogą one mieć dalekosiężne konsekwencje, jeżeli bohater niezależny zdecyduje się przykładowo wyznać grywalnej postaci jakiś sekret, a jego znajomość otwiera nowe ścieżki wykonania zadania. Z reguły jednak rozmowy nie mają prawdziwej struktury drzewa w sensie programistycznym, ponieważ – jak widać na przykładowej grafice ze schematem – mogą się zapętlać.
Niektóre rodzaje gier, w tym przede wszystkim powieści wizualne takie jak Ace Attorney czy symulatory randek, z reguły polegają na bardzo skomplikowanych rozgałęziających się dialogach, bardzo często na drzewku przedstawiając dokładną odpowiedź, jakiej udzieli grywalna postać. Gry polegające na budowaniu relacji pomiędzy postaciami oraz niektóre gry fabularne często pozwalają wybrać opcje skutkujące różną liczbą reakcji wpływających na relację z postacią i przyszłe rozmowy z bohaterami niezależnymi. Mogą one posiadać również system zmieniających się pór dnia, pozwalających graczowi wybrać, kiedy – i czy w ogóle – wejść w interakcję z określonym bohaterem niezależnym, co wpływa na ich nastawienie w późniejszych rozmowach. Niektóre gry, jak np. Alpha Protocol: Szpiegowska gra RPG, wykorzystują system rozmów w czasie rzeczywistym, dając graczowi tylko kilka sekund na podjęcie decyzji, którą opcję wybrać.

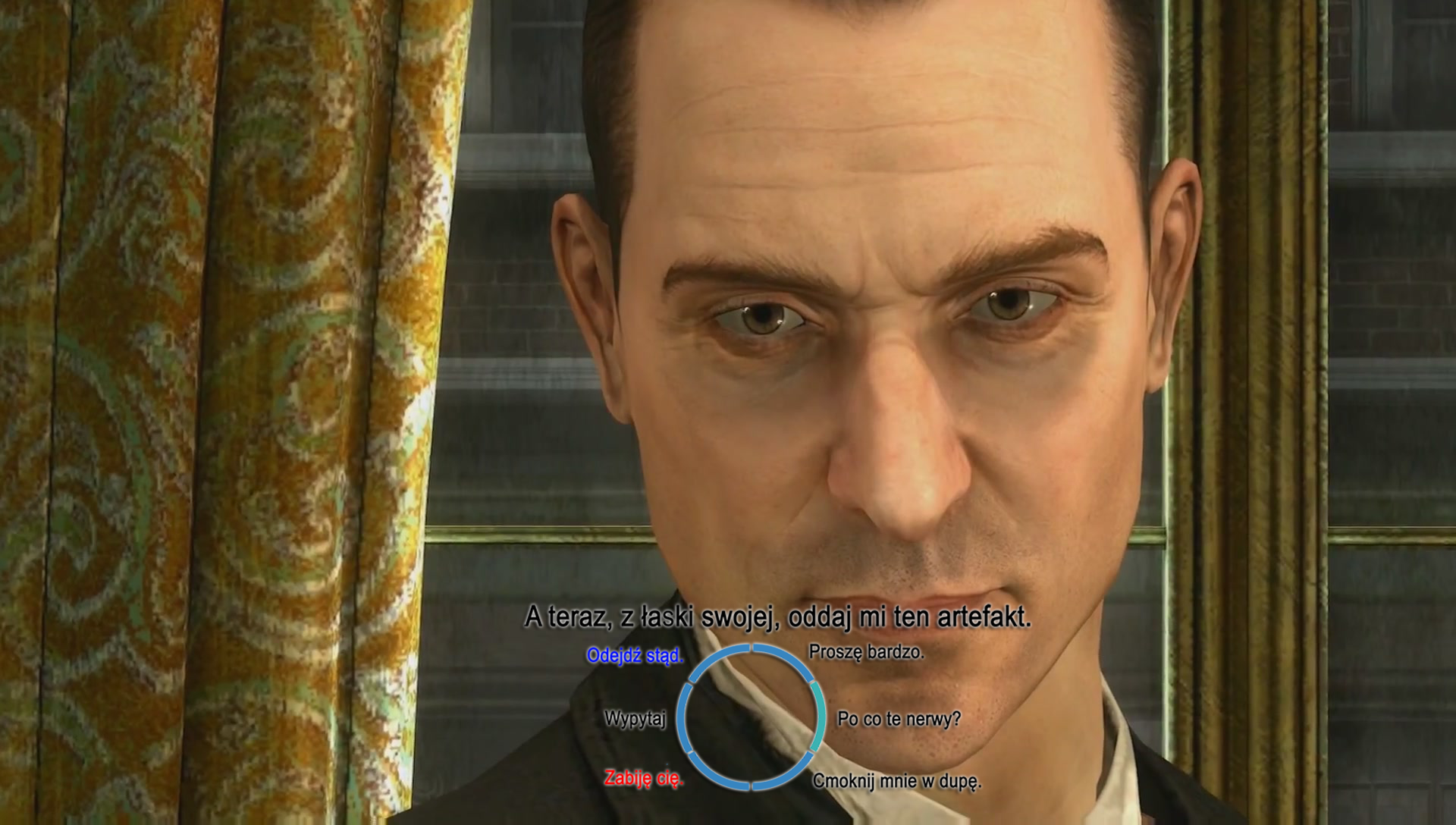
Przykład koła dialogowego

Drzewko dialogowe najczęściej zrealizowane jest w formie listy, na której zawarte są wszystkie możliwe odpowiedzi w liczbie od kilku do kilkunastu. Na potrzeby gry Mass Effect studio BioWare opatentowało koło dialogowe podzielone na sześć części, z których każda odpowiada za inną czynność – górna opcja z prawej strony jest odpowiedzią uprzejmą, środkowa neutralną, a dolna nieuprzejmą. Wybranie opcji z lewej strony pozwala zgłębić temat i zyskać dodatkowe informacje, zaś dolna i górna część w niektórych sytuacjach zarezerwowane są dla opcji, z których skorzystać może wyłącznie postać o odpowiednim nastawieniu, przeszłości czy charyzmie. Chociaż opisany powyżej system jest opatentowany przez BioWare, koło dialogowe w zmienionych formach wykorzystywane jest również w innych grach, jak np. Fallout 4, Alpha Protocol czy Dungeon Siege III. Ze względu na ograniczoną ilość miejsca, jakie koło zajmuje na ekranie, zamieszczone są na nim skrótowe wersje odpowiedzi albo intencje, w odróżnieniu od drzewka w formie listy, gdzie odpowiedzi najczęściej są pełne.